# Oloph Granath
Karl Oloph Granath (ur. 17 października 1951 w Kolsvie) – szwedzki łyżwiarz szybki, olimpijczyk.

## Kariera
Po raz pierwszy na arenie międzynarodowej Oloph Granath pojawił się w 1972 roku, kiedy zajął szóste miejsce w wieloboju podczas mistrzostw świata juniorów w Lisleby. Nigdy nie zdobył medalu mistrzostw świata seniorów; jego najlepszym wynikiem było piąte miejsce wywalczone na sprinterskich mistrzostwach świata w Innsbrucku w 1974 roku. W tej samej konkurencji był też między innymi szósty na mistrzostwach świata w Alkmaar w 1977 roku i siódmy na rozgrywanych rok później mistrzostwach świata w Lake Placid. W 1976 roku wystartował na igrzyskach olimpijskich w Innsbrucku, gdzie w swoim jedynym starcie, biegu na 500 m, zajął dziewiątą pozycję. Brał także udział w igrzyskach w Lake Placid w 1980 roku, gdzie w biegu na 500 m zajął dwunaste miejsce, a na dwukrotnie dłuższym dystansie był ósmy. W 1980 roku zakończył karierę.
Jego brat Johan Granath również był panczenistą.